# SNH48
SNH48 ("上海48" Shanghai48) é um grupo de mando-pop com base em Xangai, China. Elas seguem o conceito "crescendo com o tempo" no qual vão melhorando suas performances ao decorrer de sua carreira. SNH48 tem quatro sister groups: BEJ48, GNZ48, SHY48 e CKG48. Elas apresentam-se regularmente no teatro Star Dream ("SNH48星梦剧院" SNH48 Xingmeng Theater).

## História
Em 21 de abril de 2012, AKS e a empresa Chinesa Ninestyle anunciaram a criação de SNH48.

#### 2013
Em janeiro de 2013 SNH48 estreou no stage "Give Me Power", com a versões Chinesas de "Heavy Rotation", "River" e "Ponytail to Shushu". Em abril o MV de River foi lançado e o grupo participou do "2013 Shanghai Strawberry Music Festival". E em junho, o vídeo de "Let's Become Cherry Blossom Trees", foi lançado, Seu primeiro EP foi "Heavy Rotation" (Chinês Tradicional: 無盡旋轉, Chinês Simples: 无尽旋转, Pinyin: Wújìn Xuánzhuǎn).

#### 2014
- Em abril foi anunciada a primeira Eleição Geral do grupo, os fãs votaram com tickets que vieram junto com o CD.
- No dia 26 de julho Wu Zhehan ficou em primeiro lugar na Eleição Geral e ganhou o center do 5th single.[6]

#### 2015
- No dia 5 de janeiro SNH48 lançou seu aplicativo móvel, o "Pocket48"[7]
- 31 de janeiro realizou um concerto no Shanghai Indoor Stadium, chamado "SNH48 Request Time BEST 30".
- Em fevereiro foi anunciado durante o stage que Wu Zhehan quebrou as regras do grupo ao falar em privado com um fã, ela foi expulsa do Team SII e foi colocada para treinar junto com a 4ª Geração de membros do grupo.
- No dia 25 de julho, SNH48 teve sua segunda Eleição Geral, na Mercedes-Benz Arena, em Xangai, na China. Zhao Jiamin ficou em primeiro lugar.

#### 2016
- No começo de março Tang Anqi sofreu um acidente em um café em Shanghai e teve graves queimaduras em 80% do seu corpo. Star48 pagou todo tratamento de Anqi, e fãs se reuniram para arrecadar doações e doar sangue.
- No dia 20 de abril, Star48 anunciou a formação de dois grupos irmãs, BEJ48, com sede em Pequim, e GNZ48, com sede em Guangzhou. Alguns membros do team XII foram transferidos para estes grupos. Nesse mesmo dia foi anunciado três novas sub-units, Color Girls, 7SENSES e ElectroEyes Girls.
- No dia 9 de Junho o site oficial do AKB48 removeu todo conteúdo relacionado ao SNH48, e deixou uma nota dizendo que o SNH48 havia quebrado o contrato.
- No dia 10 de Junho a gestão do SNH48 disse que desde o começo eram uma unit independente do AKB48 e que esse contrato nunca existiu. No mesmo dia, Suzuki Mariya foi retirada do grupo.
- 30 de julho foi realizada a 3ª Eleição Geral, Ju JingYi ficou em primeiro lugar com 230,752.7 votos.

## Teams

#### Team SII
- A cor do Team é azul.

#### Team NII
- A cor do Team é roxo.

#### Team HII
- A cor do Team é laranja.

#### Team X
- A cor do Team é verde claro.

#### Team XII
- A cor do Team é verde floresta.

## Subunits
Seine River: O primeiro single "Sweet & Bitter" (苦与甜) foi lançado em outubro de 2015, os membros são o TOP3 da 2ª Eleição Geral.
Membros: Zhao JiaMin, Ju JingYi e Li YiTong
Style7: Os membros do Style7 são escolhidas por fãs no evento anual SNH48's Fashion Award
Membros 1ª geração: Xu Jiaqi, Wang Lu, Wu Zhehan, Qiu Xinyi, Zeng Yanfen, Dai Meng e Zhang Yuge
Membros 2ª geração: Xu Jiaqi, Wu Zhehan, Dai Meng, Lu Ting, Wang Lu, Sun Zhenni e Chen Qiannan
Membros 3ª geração: Dai Meng, Xu Jiaqi, Chen QianNan, Li YuQi, Wu ZheHan, Qian BeiTing e Zhang DanSan
7SENSES: Sub-unit com o conceito "Girl Crush", elas fizeram dietas e tiveram treinos mais pesados, como idols sul-coreanos
Membros: Zhang Yuge, Dai Meng, Xu Jiaqi, Kong Xiaoyin, Zhao Yue, Xu YangYuzhuo e Chen Lin
ElectroEyes Girls: Os membros deste grupo são gamers e cosplayers. Em 2016 tiveram seu próprio show, Super God Idols (超神偶像).
Membros: Mo Han, Wang Xiaojia, Qian Beiting, Sun Rui, Chen Guanhui, Wang Shu, Chen Yin e Zhang Jiayu
Color Girls: Os membros desta subunit nasceram depois de 2000.
Membros: Fei Qinyuan, Xie Ni, Hong Peiyun, Sun Zhenni e Yang BingYi

## Grupos Irmãs
Em 2016 debutaram BEJ48 (Pequim) e GNZ48 (Guangzhou) e em 2017 SHY48 (Shenyang) e CKG48 (Chongqing)
STAR48 registrou vários grupos que pretende criar no futuro. CHA48 (Changsha, Província de Hunan), CND48 (Chengdu, Província de Sichuan), WHN48 (Wuhan, Província de Hubei), FUZ48 (Fuzhou, Província de Fujian), HEB48 (Hebi, Província de Henan), HEF48 (Hefei, Província de Anhui), JIN48 (Jinan, Província de Shandong), KUM48 (Kunming, Província de Yunnan), NAJ48 (Nanjing, Província de Jiangsu), NIB48 (Ningbo, Província de Zhejiang), NJN48 (Neijiang, Província de Sichuan), SHZ48 (Shijiazhuang, Província de Hebei), SUZ48 (Suzhou, Província de Jiangsu), TAY48 (Taiyuan, Província de Shanxi), TNJ48 (Tianjin), XIM48 (Xiamen, Fujian Província), e ZNZ48 (Zhengzhou, Província de Henan).

## Discografia

#### EPS
- 1º EP: Heavy Rotation (无尽旋转) - Lançamento: 13 de junho de 2013 - Center: Tang Min
- 2º EP: Flying Get (飞翔入手) - Lançamento: 2 de agosto de 2013 - Center: Tang Min
- 3º EP: Koisuru Fortune Cookie (爱的幸运曲奇) - Lançamento: 25 de novembro de 2013 - Center: Xu JiaQi
- 4º EP: Heart Ereki (心电感应) -  Lançamento: 2 de março de 2014 - Center: Chen Si
- 5º EP: UZA (呜吒)  -  Lançamento: 12 de outubro de 2014 - Center: Wu Zhehan
- 6º EP: Give Me Five! (青春的约定) - Lançamento: 15 de janeiro de 2015 - Center: Zhao JiaMin
- 7º EP: After Rain (雨季之后) - Lançamento: 28 de março de 2015 - Center: Mo Han
- 8º EP: Manatsu no Sounds Good! (盛夏好声音) - Lançamento: 15 de maio de 2015 - Center: Zhang YuGe
- 9º EP: Halloween Night (万圣节之夜) - Lançamento: 12 de outubro de 2015 - Center: Zhao JiaMin
- 10º EP: New Year's Bell (新年的钟声) - Lançamento: 28 de dezembro de 2015 - Centers: Li YuQi & Zhang YuGe
- 11º EP: Engine of Youth (源动力) - Lançamento: 25 de março de 2016 - Center: Huang TingTing
- 12º EP: Dream Land (梦想岛) - Lançamento: 20 de maio de 2016 - Center: Liu JiongRan
- 13º EP: Princess's Cloak (公主披风) - Lançamento:12 de outubro de 2016 - Center: Ju JingYi
- 14º EP: Happy Wonder World (新年这一刻) - Lançamento: 20 de dezembro de 2016 - Center: Zeng YanFen
- 15º EP: Bici de Weilai (彼此的未来) - Lançamento: 17 de março de 2017 - Center: Li YiTong
- 16º EP: Summer Pirates (夏日柠檬船) - Lançamento: 19 de Maio de 2017 - Center: Huang TingTing
- 17º EP: Dawn in Naples (那不勒斯的黎明) Lançamento: 18 de outubro de 2017 - Center: Ju JingYi
- 18º EP: Sweet Festival (甜蜜盛典) Lançamento: 24 de dezembro de 2017 - Center: Li YiTong

## Prêmios e indicações
| Ano  | Cerimonia                                                                                    | Prêmio                            | Resultado |
| ---- | -------------------------------------------------------------------------------------------- | --------------------------------- | --------- |
| 2013 | 6th Music Billboard New Artists' Awards Ceremony (Chinês: 第6届玉兰油北京音乐风云榜新人盛典) | Most Potential Group Award        | Venceu    |
| 2014 | 21st Oriental Billboard (Chinês: 第21届东方风云榜)                                           | Best New Artist                   | Venceu    |
| 2014 | 2nd Yinyuetai Awards (Chinês: 第二届音悦V榜年度盛典)                                         | Best New Group (Chinese Mainland) | Venceu    |
| 2015 | 22nd Oriental Billboard (Chinês: 第22届东方风云榜)                                           | Best Group                        | Indicado  |
| 2015 | 22nd Oriental Billboard (Chinês: 第22届东方风云榜)                                           | Best Track of the Year            | Indicado  |
| 2015 | 22nd Oriental Billboard (Chinês: 第22届东方风云榜)                                           | Best Local Artist                 | Venceu    |
| 2015 | WebTVAsia Awards 2015                                                                        | Breakout Artist                   | Venceu    |
| 2016 | 23rd Oriental Billboard (Chinês: 第23届东方风云榜)                                           | People's Choice Award             | Venceu    |
| 2016 | 2016 Fresh Asia Music (Chinês: 2016亚洲新歌榜)                                               | Best Group                        | Venceu    |
| 2016 | 2016 Fresh Asia Music (Chinês: 2016亚洲新歌榜)                                               | Best Music Video                  | Venceu    |
| 2016 | 2016 Music Pioneer Awards (Chinês: 音乐先锋榜2016年度颁奖典礼)                               | Pioneer Most Popular Group        | Venceu    |
| 2016 | 2016 Music Pioneer Awards (Chinês: 音乐先锋榜2016年度颁奖典礼)                               | Top 10 Tracks of the Year         | Venceu    |
| 2017 | 2016 Shanghai Influence Award (Chinês: 2016上海影响力颁奖盛典)                               | Shanghai Influence Award          | Venceu    |
| 2017 | 2017 Weibo Night Awards (Chinês: 2017微博之夜)                                               | Most Popular Group                | Venceu    |
| 2017 | Chinese Music Network (Chinês: 中国音乐联播榜年度盛典)                                       | Best Group of the Year            | Venceu    |
| 2017 | Chinese Music Network (Chinês: 中国音乐联播榜年度盛典)                                       | Top 10 Songs                      | Venceu    |
| 2017 | 24th Oriental Billboard (Chinês: 第24届东方风云榜)                                           | Breakout Group                    | Venceu    |
| 2017 | 24th Oriental Billboard (Chinês: 第24届东方风云榜)                                           | Best Pop Collaboration            | Venceu    |
| 2017 | 17th Top Chinese Music Awards (Chinês: 第17届音乐风云榜)                                     | Group Receiving Most Attention    | Venceu    |